# Abelardo Morell
Abelardo Morell (La Habana, 1948) es un artista y fotógrafo cubano especializado en fotografía estenopeica, casado con la cineasta Lisa McElaney.

## Biografía
Abelardo Morell vivió en su Cuba natal hasta la adolescencia. En 1962 sus padres se mudaron a Nueva York.
En el año 1977 se licenció en Bellas Artes en el Bowdoin College, y en 1981 realizó un máster en la Universidad de Yale.
Tiene dos hijas con Lisa McElaney.
Es principalmente conocido por sus tomas hechas a partir de proyecciones estenopeicas que realiza en habitaciones de domicilios, hoteles y otros edificios.
La película documental “Shadow of the House” (La sombra de la casa) (2007), de la directora Allie Humenuk hace un estudio sobre la obra y la vida artística de Abelardo Morell.

## Premios (selección)
- 1992. Fundación Cintas
- 1994. Fundación Guggenheim
- 1998. Residencia de artista en el Museo Gardner de Boston
- 2006. Premio Rappaport
- 2009. Beca Fundación Alturas para fotografiar la zona oriental de Texas
- 2011. ICP (International Center of Photography) de Nueva York

## Exposiciones (selección)
- 1998. "Abelardo Morell and the Camera Eye" en el Museo Gardner de Boston
- 2007. Retrospectiva. "Instituto de América" (Centro Damián Bayón) de Santa Fe (Granada), España.[5]

## Libros (selección)
- 1998. "Abelardo Morell and the Camera Eye" en el Museo Gardner de Boston